# Riverdales
Riverdales foi uma banda americana de punk rock de Chicago, Illinois composta de membros do Screeching Weasel. O baixista Dan Schafer e o guitarrista, dono da banda, Ben Foster são fortemente influenciados pelo som dos Ramones e ambos servem como homens de frente, dividindo os vocais para a banda. Os Riverdales original durou de 1994-1997. Eles voltaram em 2003 para gravar seu terceiro álbum de estúdio, e depois se separaram, até que mais uma vez voltaram em 2008 e lançou um quarto álbum de estúdio em julho de 2009. O quinto álbum de estúdio Tarantula, foi lançado digitalmente em 08 de junho de 2010 e em CD e vinil em 22 de junho de 2010. A banda se separou em março de 2011, após uma luta que estourou durante uma performance do Screeching Weasel.

## História
Batizado com o nome da pequena cidade de Riverdale da Archie Comics, os Riverdales foi formado em 1994. Os membros fundadores, Ben Foster (guitarra), Dan Schafer (baixo) e Dan Sullivan (bateria) eram todos ex-membros do Screeching Weasel. Ao contrário do Screeching Weasel, os membros das Riverdales foram creditados em seus nomes reais. Eles lançaram seu álbum de estúdio auto-intitulado de estréia em junho de 1995 pelo selo da Lookout! Records, foi produzido por Billie Joe Armstrong da banda Green Day e por Mass Giorgini da banda Squirtgun. Eles excursionaram extensivamente esse ano abrindo shows do Mr. T, e depois do Green Day, apoiando toda a turnê Insomniac do Green Day em 1995. Também nesse ano, canção da banda, "Back to You" apareceu no filme Angus.
Apesar da reforma do Screeching Weasel em 1996, os Riverdales continuaram na ativa até depois de gravar seu segundo álbum de estúdio, Storm the Streets em 1997 e só voltar brevemente em 2003 para gravar seu terceiro álbum de estúdio, o Phase 3.
Em 2008, foi confirmado que a banda estaria a trabalhar num novo disco.

## Discografia[4]

### Álbuns de estúdio
- Riverdales (1995)
- Storm the Streets (1997)
- Phase 3 (2003)
- Invasion USA (2009)
- Tarantula (2010)

### Singles
- "Back to You" (1995)
- "Fun Tonight" (1995)
- "Blood on the Ice" (1997)
- "Dead End House" (2011)
- "When in Rome" (2011)